# Zavis Peak
Zavis Peak är en bergstopp i Antarktis. Den ligger i Västantarktis. Chile gör anspråk på området. Toppen på Zavis Peak är 2 195 meter över havet.
Terrängen runt Zavis Peak är platt åt sydväst, men åt nordost är den kuperad. Zavis Peak är den högsta punkten i trakten. Trakten är obefolkad. Det finns inga samhällen i närheten. 